# ادموند پونسی
ادموند «اد» پونسی یک شخصیت خیالی در رمان سرگذشت نارنیا نوشتهٔ سی.اس. لوئیس است. نقش ادموند را در سه فیلم شیر، جادوگر و جالباسی محصول ۲۰۰۵؛ پرنس کاسپین محصول ۲۰۰۸؛ سفر کشتی سپیده پیما محصول ۲۰۱۱؛ اسکندر کینس بازی کرده‌است.
او در سه تا از هفت کتاب (شیر، جادوگر و جالباسی و پرنس کاسپین و سفر کشتی سپیده پیما) شخصیت اصلی است؛ و در دو کتاب (اسب و پسرک و آخرین نبرد) شخصیت فرعی می‌باشد.

## زندگی
ادموند در سال ۱۹۳۰ به دنیا آمد و در شیر، جادوگر و جالباسی ۱۲ سال داشت. در آخرین نبرد ۱۹ سال داشت.
خانواده: ادموند پونسی یک برادر و دو خواهر دارد. او سومین فرزند خانواده است و یک خواهر کوچکتر و یک خواهر و برادر بزرگتر دارد.
برادر بزرگتر: پیتر پونسی. بازیگر پیتر در سه گانهٔ نارنیا: ویلیام موزلی
خواهر بزرگتر: سوزان پونسی. بازیگر سوزان در سه گانهٔ نارنیا:آنا پاپلول
خواهر کوچکتر:لوسی پونسی. بازیگر لوسی در سه گانهٔ نارنیا:جورجیا هنلی

## اقتباس
- در سریال تلویزیونی شبکه بی‌بی‌سی، نقش ادموند را جاناتان ار.اسکات بازی کرد.
- در سه‌گانه سرگذشت نارنیا محصول والدن مدیا، نقش ادموند در دوران کودکی را اسکندر کینیس و در دوران بزرگسالی مارک ولز بازی کرد.